# Hyacinthe de Macors
Hyacinthe de Macors (Rochefort, 1 februari 1794 - Parijs, 4 december 1847) was een Zuid-Nederlands edelman van Franse afkomst.

## Levensloop
Hyacinthe de Macors was een zoon van baron François de Macors, luitenant-generaal in Franse dienst, en van Louise Chauffat. 
Hij werd lijfwacht van Koning Lodewijk XVIII. Hij trouwde in 1818 in Luik met Marie-Thérèse d'Othée de Limont (1790-1861), dochter van de burgemeester van Luik, François d'Othée de Limont.
Dit huwelijk zette er hem toe aan de naturalisatie te vragen als burger van het Verenigd Koninkrijk der Nederlanden, die hij verkreeg op 22 november 1821. Op dezelfde dag werd hij ingelijfd in de erfelijke adel van het koninkrijk, met de titel van baron, overdraagbaar bij eerstgeboorte. Hij werd secretaris van de Ridderschap in de provincie Luik.
Het huwelijk bleef kinderloos, met als gevolg dat bij zijn dood deze stam uitstierf.